# Rosenbärbling
Der Rosenbärbling oder Rosen-Schillerbärbling (Danio roseus) ist ein kleiner Karpfenfisch, der im nördlichen Stromgebiet des Mekong, im nördlichen Thailand (Provinzen Nong Khai und Chiang Rai), im nördlichen Laos und im nördlichen Myanmar in Nebenflüssen des Chindwin vorkommt.

## Merkmale
Der Rosenbärbling hat einen langgestreckten, aber nicht ganz so schlanken Körper wie die anderen Arten der Gattung und erreicht eine Maximallänge von 4,7 cm. Von allen anderen Danio-Arten kann er durch die Kombination folgender Merkmale unterschieden werden: ein Paar langer Barteln und dem Fehlen von horizontalen Streifen an den Körperseiten. Der Rosenbärbling ähnelt insbesondere dem Schillerbärbling (Danio albolineatus), der zwei dunkel horizontale Streifen an den hinteren Körperseiten besitzt und längere Barteln hat. Sie reichen beim Schillerbärbling bis zum hinteren Augenrand, beim Rosenbärbling nicht. An den Körperseiten besitzt der Rosenbärbling 28 vertikale Schuppenreihen, der Schillerbärbling 29 bis 30.
In den Bauchflossen und in der Afterflosse zeigen sich beim Rosenbärbling pinkfarbene Streifen. Die oberen und unteren Ränder der Schwanzflosse sind weiß. Die Seitenlinie ist unvollständig und erstreckt sich über neun bis zehn Schuppen. Ein Seitenlinienauswuchs über den Augen fehlt. 
- Flossenformel: Dorsale iii/7, Anale ii-iiii/13.

## Lebensraum
Der Rosenbärbling kommt in relativ kalten, sauerstoffreichen, schnell strömenden Bächen und kleinen Flüssen in Regenwäldern vor und hält sich oft in der Nähe von Wasserfällen und Stromschnellen auf. Einen einzelnen Nachweis gibt es auch aus dem Mekong selbst.